# Furação
A furação são processos de produção de furos, de orifícios em peças produzidas na indústria manufatureira. A grande maioria das peças de qualquer tipo de indústria necessitam de menos um furo, mas somente algumas dessas peças já vem com o furo pronto do processo de obtenção da peça bruta, seja ele fundição, forjamento etc. Em geral as peças têm que ser furadas em cheio ou terem seus furos aumentados através do processo de furação. A ferramenta utilizada para fazer a furação é a broca, que realiza movimento de rotação contínua em movimento retilíneo de avanço, segundo o eixo de furação. As brocas recebem os movimentos fundamentais de rotação e de avanço por intermédio de máquinas-ferramenta denominadas furadeiras. A necessidade crescente de precisão no processo de furação torna o estudo do processo de furação cada vez mais relevante. 
A furação divide-se nas operações:
1. Furação em cheio: Processo de furação destinado à abertura de um furo cilíndrico numa peça, removendo todo o material compreendido no volume do furo final, na forma de cavaco.
2. Furação com pré-furação: processo onde é feito um furo anterior, com uma determinado comprimento, para posteriormente utilização de uma broca de maior comprimento, num furo já existente.
3. Furação escalonada: Processo de furação destinado à obtenção de furo com dois ou mais diâmetros, simultaneamente.
4. Furação de centros: Processo de furação destinado à obtenção de furos de centro, visando uma operação posterior na peça.
5. Trepanação: Processo de furação em que uma parte de material compreendido no volume final é reduzida a cavaco, permanecendo um núcleo maciço.

Em casos raros, brocas de formato especial são usadas para cortar furos de seção transversal não circular; é possível uma seção transversal quadrada.